# Набережне (Івано-Франківський район)
Набережне́ — село Більшівцівської селищної громади Івано-Франківського району Івано-Франківської області. До 1946 року називалося Библо.

## Назва
7 червня 1946 року указом Президії Верховної Ради УРСР село Библо перейменовано на Набережне.

## Історія
Вперше згадується у дарчій грамоті опольського князя Владислава 31 серпня 1375 р.
На думку Ігоря Мицька, від давньої назви села — Библо — походить родове прізвище бояр Бибельських.
Згадується 4 березня 1437 року в книгах галицького суду. Ян Бучацький у 1453 році отримав маєток у селі від свого стрийка Міхала «Мужила» Бучацького, став підписуватись з Литвинова і Библа.
1469 року було укладено угоду між львівському архиєпископу РКЦ Григорієм Сяноцьким та Миколаєм Карнковським з Медухи стосовно розмежування саджавок між Медухою та Библом.
У 1939 році в селі проживало 730 мешканців (290 українців, 420 поляків, 20 євреїв).

## Па'мятки

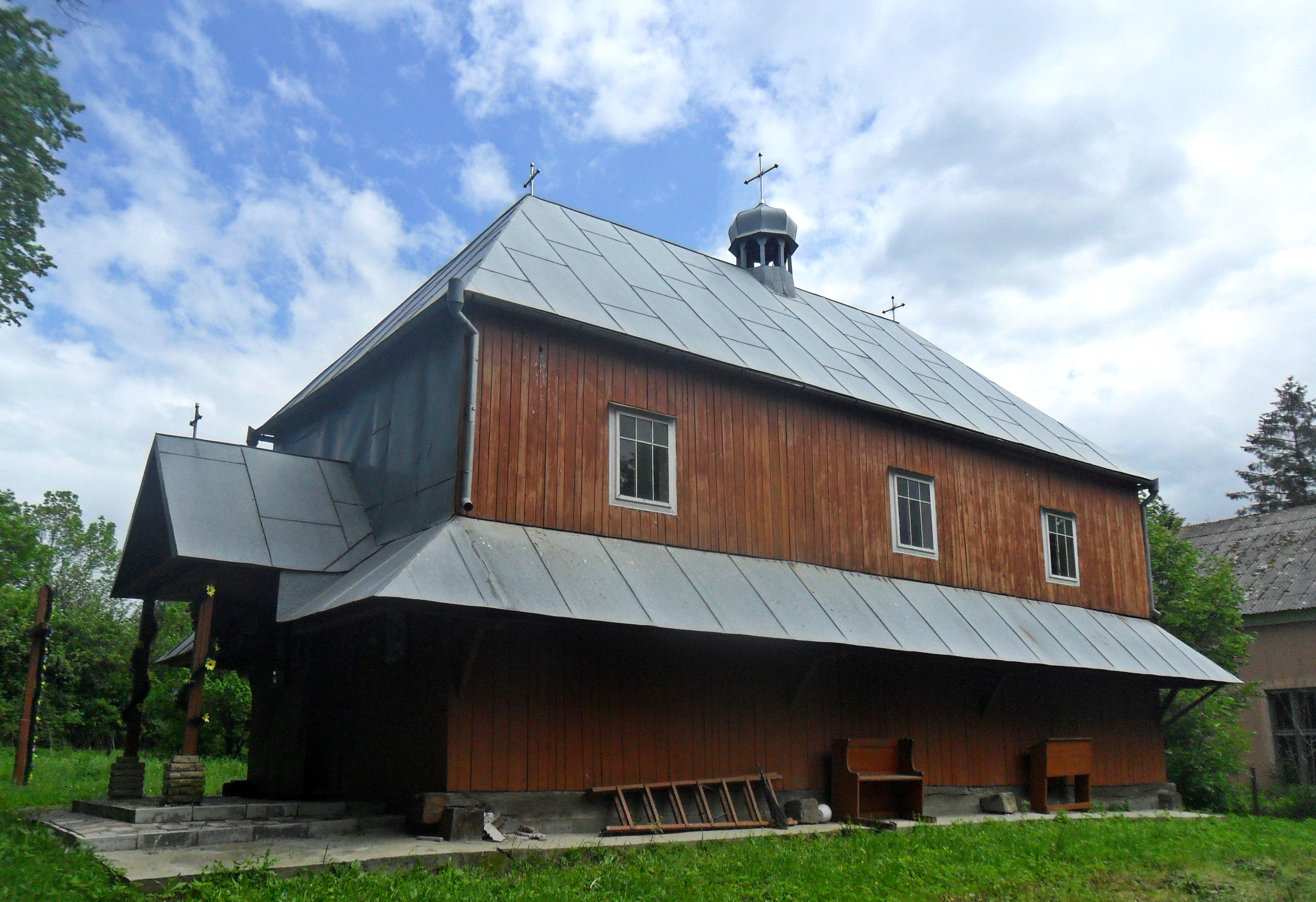

Церква святої Параскеви (1863 року, дерев'яна) належить до дахового (хатнього) типу, є однозрубною дводільною спорудою.